# 사장 딸은 올드 미스
"사장 딸은 올드 미스"는 한국에서 제작된 김응천 감독의 1963년 영화이다. 구봉서 등이 주연으로 출연하였고 정영택 등이 제작에 참여하였다.

## 출연

### 주연
- 구봉서
- 방성자
- 곽규석

## 기타
- 조명: 변중식
- 미술: 홍성칠